# Strefa Schengen
     Państwa należące do strefy Schengen
     Państwa z otwartymi granicami ze strefą Schengen
     Członkowie UE zobligowani do przystąpienia do strefy

Mapa strefy Schengen:
Państwa należące do strefy Schengen
Państwa z otwartymi granicami ze strefą Schengen
Członkowie UE zobligowani do przystąpienia do strefy

Strefa Schengen – obszar obejmujący aktualnie 29 państw, na którym zniesiono kontrole graniczne na granicach wewnętrznych, o łącznej powierzchni 4 368 693 km².
Strefa ta została utworzona na podstawie układu z Schengen, podpisanego w 1985 roku. Obowiązują w niej przepisy dotyczące między innymi ochrony granic, ochrony danych osobowych, współpracy między służbami policyjnymi państw członkowskich, wydawania wiz cudzoziemcom i działania Systemu Informacyjnego Schengen. W roku 1990 została podpisana Konwencja wykonawcza do układu z Schengen.
Wewnętrzne granice w strefie Schengen przekracza 3,5 miliona osób dziennie – przywrócenie na nich kontroli wygenerowałoby koszty od 100 miliardów do 230 miliardów euro na przestrzeni 10 lat, utrudniając 1,7 miliona osób transgraniczny dojazd do pracy.
Najnowszymi członkami strefy Schengen są Bułgaria oraz Rumunia, w których to od 31 marca 2024 r. nie są wymagane dokumenty podróży na przejściach lotniczych i morskich, 1 stycznia 2025 r. kontrole zostały zniesione także na granicach lądowych.

## Państwa strefy Schengen
Lista państw należących do strefy Schengen:
| UE              | Państwo       | Data wdrożenia |
| --------------- | ------------- | -------------- |
| Unia Europejska | Belgia        | 26.03.1995     |
| Unia Europejska | Francja       | 26.03.1995     |
| Unia Europejska | Hiszpania     | 26.03.1995     |
| Unia Europejska | Holandia      | 26.03.1995     |
| Unia Europejska | Luksemburg    | 26.03.1995     |
| Unia Europejska | Niemcy        | 26.03.1995     |
| Unia Europejska | Portugalia    | 26.03.1995     |
| Unia Europejska | Austria       | 01.12.1997     |
| Unia Europejska | Włochy        | 26.10.1997     |
| Unia Europejska | Grecja        | 01.01.2000     |
| Unia Europejska | Dania         | 25.03.2001     |
| Unia Europejska | Finlandia     | 25.03.2001     |
|                 | Islandia      | 25.03.2001     |
|                 | Norwegia      | 25.03.2001     |
| Unia Europejska | Szwecja       | 25.03.2001     |
| Unia Europejska | Czechy        | 21.12.2007     |
| Unia Europejska | Estonia       | 21.12.2007     |
| Unia Europejska | Litwa         | 21.12.2007     |
| Unia Europejska | Łotwa         | 21.12.2007     |
| Unia Europejska | Malta         | 21.12.2007     |
| Unia Europejska | Polska        | 21.12.2007     |
| Unia Europejska | Słowacja      | 21.12.2007     |
| Unia Europejska | Słowenia      | 21.12.2007     |
| Unia Europejska | Węgry         | 21.12.2007     |
|                 | Szwajcaria    | 12.12.2008     |
|                 | Liechtenstein | 19.12.2011     |
| Unia Europejska | Chorwacja     | 01.01.2023     |
| Unia Europejska | Bułgaria      | 01.01.2025*    |
| Unia Europejska | Rumunia       | 01.01.2025*    |

*dla transportu lotniczego i morskiego od 31.03.2024